# Карл Люксембургский
Карл Фредерик Луи Гийом Мария (люкс. Charles vu Lëtzebuerg; фр. Charles de Luxembourg, 7 августа 1927, Кольмар-Берг, Люксембург — 26 июля 1977, Пистоя, Тоскана) — люксембургский принц, младший сын Великой герцогини Люксембурга Шарлотты и Феликса Бурбон-Пармского.

## Биография

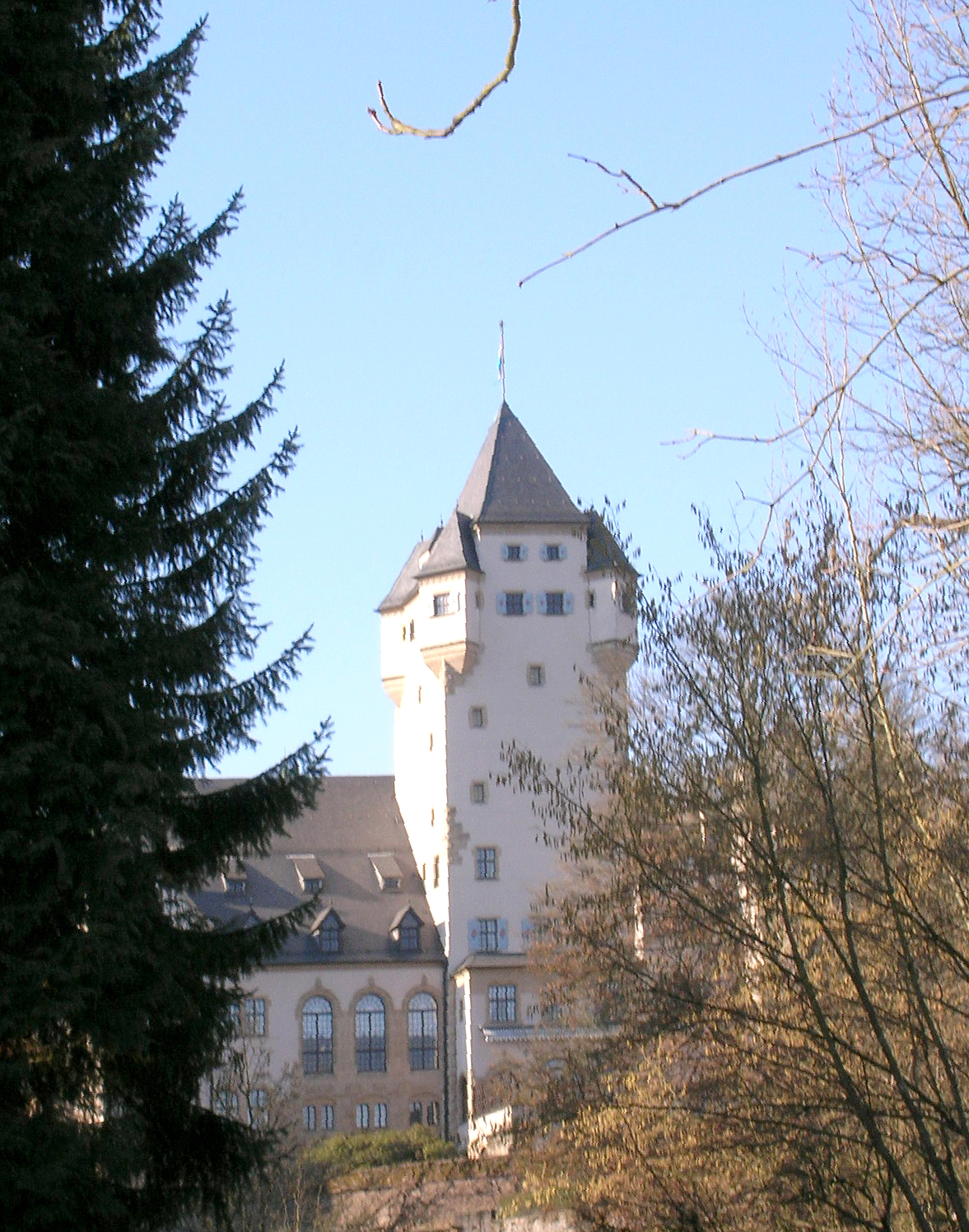
Замок Берг.

Он учился в колледже Жан-де-Бребёф в Монреале, колледже Сен-Шарль-Гарнье в Квебеке и школе Лойолы в Нью-Йорке.
Он умер от сердечного приступа 26 июля 1977 года в Пистойе и был похоронен в склепе собора Парижской Богоматери в Люксембурге.
Принц Карл родился в Замке Берг в Люксембурге. Стал младшим сыном и пятым ребенком в семье Великой герцогини Люксембурга Шарлотты и Феликса Бурбон-Пармского. С рождения имел титул «Его Королевское Высочество принц Люксембургский, принц Нассау, принц Бурбон-Пармский». Помимо него в семье было ещё пятеро детей: Жан, Елизавета, Мария Аделаида, Мария Габриэлла и Аликс. Его брат принц Жан стал в 1964 году правящим герцогом Люксембурга, после отречения их матери.
Был членом государственного совета Люксембурга с 1969 года и служил в качестве президента совета по промышленному развитию Люксембурга. Имел звание полковника люксембургской армии.
Умер 26 июля 1977 года от сердечного приступа в Италии. Был похоронен в Соборе Люксембургской Богоматери. Его супруга заключила третий брак с Филлипом Франсуа Мари Арманом, 7-м герцогом де Муши.

## Брак и дети
1 марта 1967 года принц женился на разведённой американке Джоан Дуглас Диллон (род. 1935). Церемония прошла в церкви Святого Эдварда в Гилфорде, Великобритания. Джоан — дочь Кларенса Дугласа Диллона (1909—2003), американского дипломата и министра финансов США и Филисс Чесс Элсворс. В браке родилось двое детей:
- Шарлотта Филисс Мария (род. 1967) — супруга лорда Марка Виктора Каннингема, трое сыновей:
  - Чарльз Дуглас Донналл Мари Каннингем (род. Рокпорт, округ Нокс, штат Мэн, 8 августа 1996 г.)
  - Луи Роберт Доминик Мари Каннингем (род. Лондон, 10 марта 1998 г.)
  - Донналл Филипп Каннингем (р. 2002)
- Роберт Луи Франсуа Мария (род. 1968) — женился на Джули Елизавете Хустон-Онгаро, трое детей.
  - Принцесса Шарлотта Кэтрин Жюстин Мари Нассау (род. Бостон, графство Саффолк, Массачусетс, 20 марта 1995 г.)
  - Принц Александр Теодор Шарль Мари Нассау (род. Экс-ан-Прованс, 18 апреля 1997 г.)
  - Принц Фредерик Анри Дуглас Мари Нассау (род. Экс-ан-Прованс, 18 марта 2002 г. — ум. Париж, 1 марта 2025 г.)

Ради брака, принц отказался от прав на наследование люксембургского престола, но сохранил титул. Двое его детей носят титул принцев Нассау и Бурбон-Пармских.